# Псевдовузол

Псевдовузол із. Послідовність нуклеотидів взято з джерела

Псевдовузол — елемент вторинної структури нуклеїнових кислот (переважно РНК), що складається з двох шпильок, у яких половина стебла однієї шпильки розташовується між двома половинами стебла іншої шпильки. Псевдовузол має просторову структуру вузла, проте не є справжнім топологічним вузлом.
Вперше псевдовузол описано 1982 року у вірусу мозаїки ріпи.

## Передбачення та ідентифікація

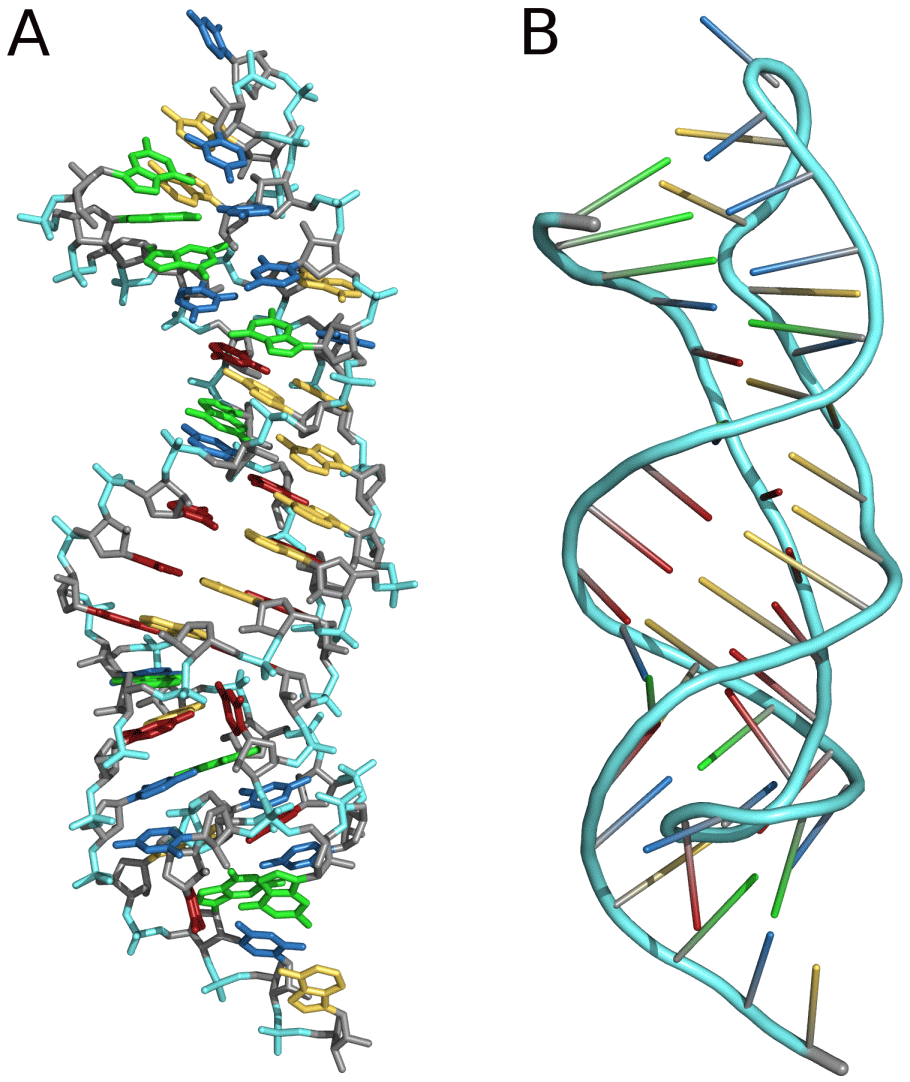
Тривимірна структура псевдовузла з РНК-фрагменту теломерази людини (А); В — кістяк молекули.

Структурна конфігурація псевдовузлів не дозволяє визначити їх наявність обчислювальними методами, оскільки псевдовузли чутливі до умов середовища через утворення внаслідок накладання одного ланцюга на інший. Зв'язки між основами в парах не дуже міцні, тому основи можуть перекриватися, утворюючи зв'язки з основами невідповідного нуклеотиду. Через це утворення псевдовузлів у молекулах РНК складно передбачити за допомогою стандартних методів динамічного програмування, які для ідентифікації спарених стебел використовують рекурсивний підрахунок і тому виявляються нездатними виявляти основи з не дуже міцними зв'язками. Новіший метод стохастичної контекстно-вільної граматики має ту ж проблему. Тому такі популярні методи передбачення вторинної структури РНК, як Mfold і Pfold, виявляються нездатними передбачити наявність псевдовузла в досліджуваній послідовності. Вони лише можуть ідентифікувати найстабільніше з двох стебел псевдовузла.
Втім, обмежену групу псевдовузлів можна виявити за допомогою динамічного програмування, але ці методи не є вичерпними. Загальну проблему передбачення низькоенергетичних структур із псевдовузлами віднесено до NP-повних задач.

## Біологічна роль
РНК-молекули, що формують псевдовузли, відповідальні за низку важливих функцій; нерідко вони являють собою молекули з сильно вираженою третинною структурою. Наприклад, область псевдовузла РНКази Р належить до елементів, що продемонстрували найбільшу консервативність у ході еволюції. Псевдовузли надзвичайно важливі для активності РНК-компонента теломерази. Крім того, деякі віруси за допомогою псевдовузлів формують тРНК-подібний мотив у своїй РНК. Цей мотив необхідний проникнення у клітину-господаря.